# Eleni Mtsentlitze
Eleni Mtsentlitze (griechisch Ελένη Μτσέντλιτζε, * 7. September 2000) ist eine griechische Tennisspielerin.

## Karriere
Mtsentlitze spielte bislang vorrangig Turniere der ITF Women’s World Tennis Tour, wo sie bislang aber noch keinen Titel gewinnen konnte.